# Иван Марчук
Иван Марчук (на украински: Іва́н Марчу́к) е украински художник – сюрреалист.

## Биография
Роден е на 12 май 1936 година в село Маскаливка, СССР.
В съветско време въпреки подкрепата на известни украински академици и учени не е приет в Съюза на художниците. В 1989 година Марчук емигрира в Австралия. После живее в Канада и САЩ. Общо живее в емиграция 12 години.
През 2001 година се завръща в Украйна. Става лауреат на Национална награда „Тарас Шевченко“ през 1997 г. През 2002 г. е удостоен със званието Народен художник на Украйна. През 2004 г. с подкрепата на президента Юшченко е създаден Музей на Иван Марчук. През следващата година е учреден Благотворителен фонд „Иван Марчук“. През 2007 година Марчук влиза в световния списък на съвременните гении. През 2008 г. става почетен гражданин на Тернопол. 

## Творчество
Марчук е създател на уникалната живописна техника, която критиците наричат плентанизъм. Названието произлиза от украинската дума „пльонтати“, която означава „заплитам“. Тя много точно описва техниката, с която художника изпълнява своите картини. Критиците казват, „Марчук бродира с цветове“. Под четката на художника се появяват тънки, разноцветни плетеници, втъкани в сюрреалистични образи. Авторът обяснява: „Тези картини са за медитация, те създават спокойствие и тишина." 
Марчук разделя работата си на 5 основни периода: Гласът на моята душа, Разцвет, Пейзажи, Портрети и Абстрактни композиции.
Ателието на художника се намира в Киев.